# Liutivka, Reșetîlivka
Liutivka (în ucraineană Лютівка) este un sat în comuna Kukobivka din raionul Reșetîlivka, regiunea Poltava, Ucraina.

## Demografie
Componența lingvistică a localității Liutivka
     Ucraineană (96,52%)
     Rusă (1,74%)
     Română (1,74%)
Conform recensământului din 2001, majoritatea populației localității Liutivka era vorbitoare de ucraineană (96,52%), existând în minoritate și vorbitori de rusă (1,74%) și română (1,74%).